# Euryparasitus occidentalis
Euryparasitus occidentalis är en spindeldjursart som beskrevs av Hagele, Kaufman, Whitaker och Hans Klompen 2005. Euryparasitus occidentalis ingår i släktet Euryparasitus och familjen Ologamasidae. Inga underarter finns listade i Catalogue of Life.